# Baltfried Barthel
Baltfried Barthel (* 4. Dezember 1915 in Würzburg; † 10. September 2013 in Kaiserslautern) war ein deutscher Politiker der SPD.

## Leben
Barthel besuchte die Volks- und Oberrealschule, das humanistische Gymnasium und die Lehrerbildungsanstalt. 1936 legte er seine Lehramtsprüfung für die Volksschule erfolgreich ab. Nach dem Krieg unterrichtete er an der Volksschule in Kottweiler-Schwanden, beteiligte sich aber auch am Wiederaufbau der Volkshochschule in Kaiserslautern. 1946 übernahm er deren Leitung, darüber hinaus gehörte er dem Vorstand des deutschen Volkshochschulverbandes an, an deren Gründung er ebenfalls mitwirkte.

## Politik
Barthel wurde 1959 erstmals in den rheinland-pfälzischen Landtag gewählt und gehörte diesem bis 1967 als Abgeordneter an. Im Landtag war er Mitglied des Ausschusses für Kultur und des SPD-Fraktionsvorstandes.
1964 wurde Barthel zum ehrenamtlichen Bürgermeister und Beigeordneten der Stadt Kaiserslautern gewählt, 1967 übernahm er den Posten hauptamtlich und legte im Zuge dessen sein Landtagsmandat nieder. 1973 erfolgte schließlich seine Ernennung zum ersten Bürgermeister und war als Dezernent nunmehr für Schulen, Kultur, Stadtwerke und Stadtentwässerung zuständig. Mitte der 1970er Jahre entbrannte in der Kaiserslauterner SPD ein innerparteilicher Streit zwischen Barthel und dem Oberbürgermeister Hans Jung, der bundesweites Aufsehen erregte. Das Amt des ersten Bürgermeisters als Stellvertreter des Oberbürgermeisters bekleidete Barthel bis 1980.
In seiner Amtszeit als Beigeordneter und Bürgermeister machte sich Barthel um die Kaiserslauterner Schullandschaft verdient. Er setzte sich beispielsweise für die Errichtung der beiden Schulzentren Nord und Süd ein, im Zuge derer auch die erste Integrierte Gesamtschule in Rheinland-Pfalz, die Bertha-von-Suttner-Gesamtschule, ins Leben gerufen wurde.
Des Weiteren war er von 1965 bis 1974 Mitglied im Schul- und Kulturausschuss des Städteverbandes Rheinland-Pfalz und ab 1970 Vorsitzender des Arbeitskreises rheinland-pfälzischer Theater und Orchester.

## Auszeichnungen
- 1980: Stadtplakette in Silber[2]
- 2012: Goldene Ehrennadel des GEW-Kreisverbandes Kaiserslautern für 67 Jahre Mitgliedschaft[3]